# Vavaʻu
Vavaʻu est un ensemble d'îles aux Tonga, composé d'une île principale et de quarante îles plus petites formant des îles coralliennes surélevées. D'après les légendes, Maui l'aurait amené à la surface en pêchant. La pointe la plus élevée à Vavaʻu s'élève à deux cent quatre mètres au-dessus du niveau de la mer. La capitale est Neiafu, deuxième plus grande ville des Tonga.
C'est à Vavaʻu que le roi George Tupou Ier proclame le Code de Vava'u en 1839.

## Galerie

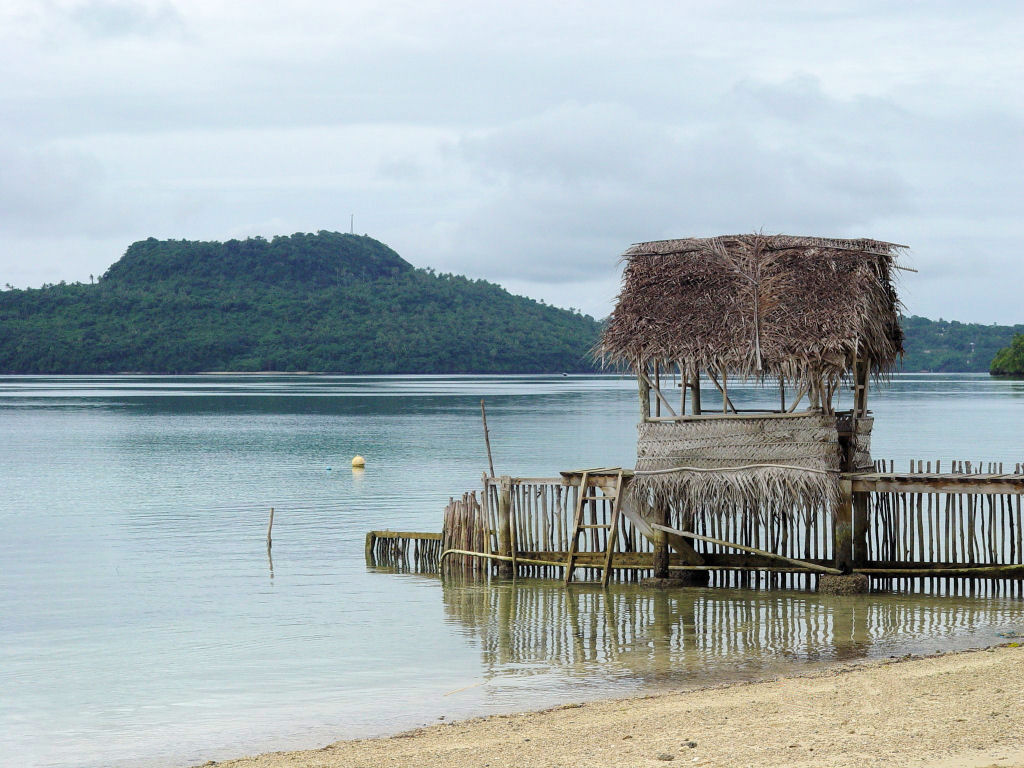
Plage à Vavaʻu.
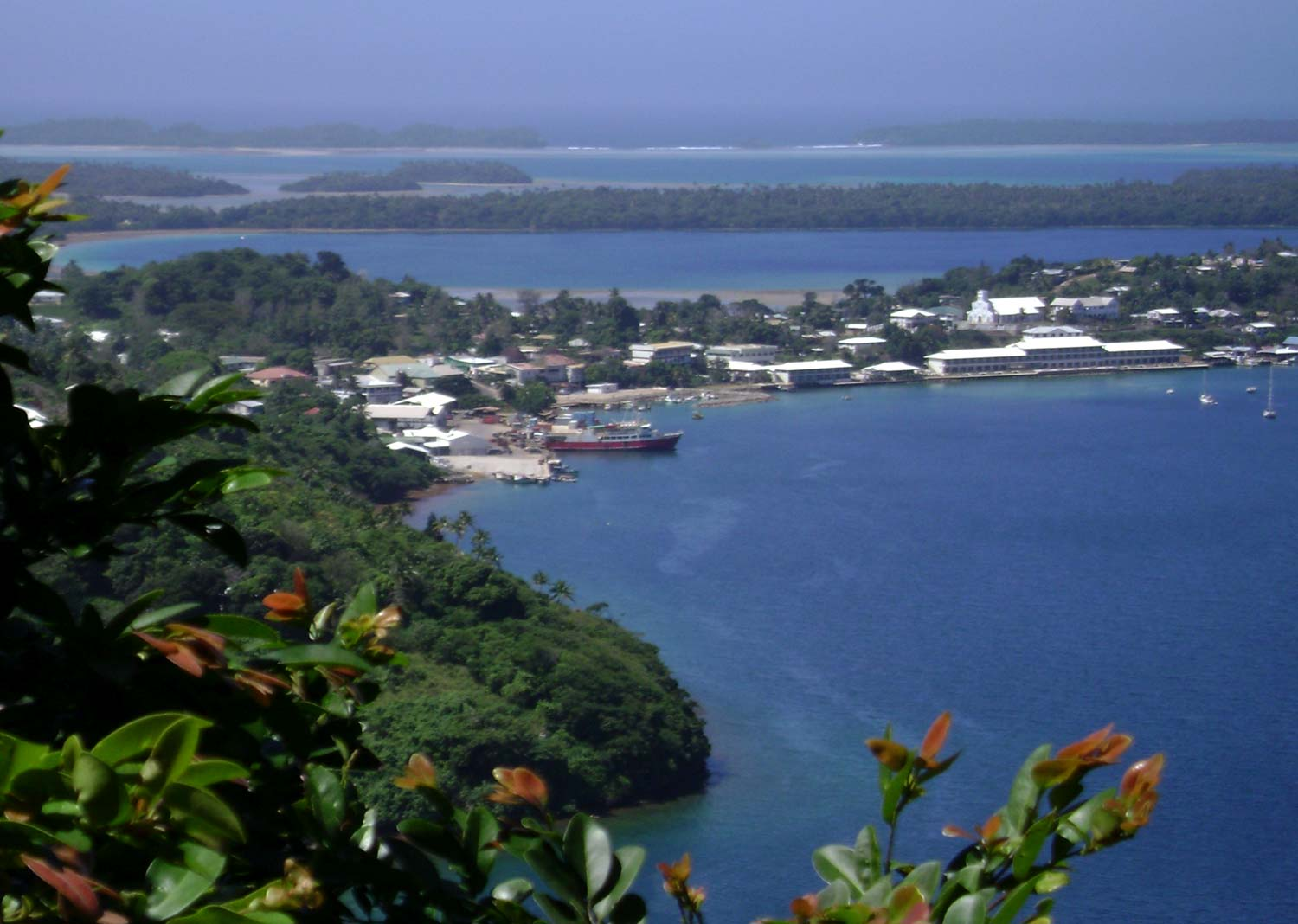
Port du Refuge, Vavaʻu.
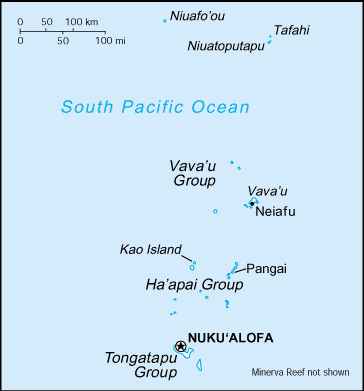
Emplacement de Vavaʻu au sein des Tonga.